# هوسوسماران
هوسوسماران (نام علمی: Eusuchia) نام یک کلاد از کلاد سوسمارریخت‌ها است.